# Seznam evroposlancev iz Irske (1973)
Seznam evroposlancev iz Irske v letu 1973.

## Seznam
- Conor Cruise O'Brien
- Sir Anthony Esmonde
- Michael Herbert
- Michael Hilliard
- Justin Keating
- Charles McDonald
- Farrell McElgunn
- Tom Nolan
- Richie Ryan
- Michael Yeats